# Медальерика
Медалье́рика — вспомогательная историческая дисциплина; изучает возникновение и историю медали, становление и развитие медальерного искусства, использует отдельные медали и медальерные комплексы как исторические источники для исследования событий прошлого, жизни и деятельности выдающихся людей, а также изучения истории искусства.
Объектом исследования являются медали и медальерные комплексы: наборы медалей, созданные одним художником или посвящённые определённому событию, какому-либо историческому лицу.

## Общие сведения
Традиционно медальерика входила в состав нумизматики. Как самостоятельную научную дисциплину учёные европейских стран стали выделять её в первой половине XX в. В России оформление медальерики в специальную историческую дисциплину началось в 50-70-х годах и было связано с работами историков и искусствоведов Ю. А. Барштейна, К. В. Голенко, Ю. Л. Даниленко, Е. С. Смирновой, А. В. Шатэна, А. С. Шкурко и др. Однако до настоящего времени этот процесс не завершился. Специалистов по медальерике в стране крайне мало, их нигде не готовят. Существуют значительные разногласия между учёными в определении предмета медальерики, её понятийного аппарата. Некоторые из них продолжают узко толковать медальерику как историю медальерного искусства, относя к ней только медали художественные, являющиеся произведением искусства.
Термин «медальерика» этимологически связан с объектом изучения дисциплины — медалями. Медаль (от франц. medaille, итал. medaglia, лат. metallum — металл) — металлический знак, пластинка, в большинстве случаев круглой или овальной формы с изображением на двух сторонах (реже односторонним), выпущенная в честь какого-либо события или выдающейся личности. Бывают медали и многоугольные, их называют плакетками.
Существуют медали: памятные (наиболее распространены); государственные награды; наградные за достижения в науке, культуре, литературе, экономики и т. д., присуждаемые общественными организациями, университетами, творческими союзами, клубами, ассоциациями и т. д.; художественные, то есть являющиеся произведением искусств, но не посвящённые какому-либо событию или личности (например, с изображениями библейских или мифологических сюжетов, памятников истории и т. д.). Такое деление весьма условно, поскольку одна и та же медаль может являться и государственной наградой, и памятным знаком, если она выпущена к юбилейной дате. Первоначально медали выпускали как государства, так и отдельные лица, общества, ремесленные цехи, города. Начиная с XVII-XVIII в., практически во всех странах право чеканить медали стало принадлежать только государству или осуществляется по его разрешению. В виде исключения таким правом пользуются крупные общественные организации, однако выпуск своих медалей они также согласовывают с государственными органами.

## История развития
На рубеже VІІ и VIII вв. до н. э. в Лидии и Древней Греции с появлением монет возникло медальерное искусство — особая разновидность мелкой пластики или искусство изготовления форм для отливки и штемпелей для чеканки медалей и монет. Материалом для монет и медалей служат медь, бронза, серебро, золото, платина и другие металлы и их сплавы, которые позволяют создавать чёткие мелкофигурные, рельефные изображения. Лицевая сторона монеты или медали называется аверсом (от франц. avers, лат.adversus — обращённый лицом), оборотная сторона — реверсом (от лат. reverses -обратный).
Первые медали были созданы мастерами-медальерами в Древнем Риме в I в. до н. э. Во времена установления и укрепления империи по заказам императоров и их ближайших соратников мастера выполняли большие бронзовые медали прекрасной чеканки, которые никогда не служили разменной монетой. Они украшались изображениями императоров и членов их семей, на их оборотной стороне размещались наряду с фигурами божеств и аллегорическими сценами высокохудожественные изображения сцен триумфов и жертвоприношений. Позднее, в период раннего Средневековья, медальерное искусство пришло в упадок. Медали практически не чеканились, а изображения на монетах, как правило, были грубы, просты по рисунку и примитивны по изготовлению.
На рубеже ХІV-XV вв. в Северной Италии впервые стали отливать медали как памятные знаки, не имеющие никакой покупательной силы. Так, в 1390 г. мастер Франческо Каррара изготовил памятные знаки в честь завоевания Падуи. С этого времени памятные медали получили широкое распространение в Италии, а с XV в. — и во всей Европе. Портретные изображения на лицевой стороне итальянских медалей свидетельствовали о влиянии медальерного искусства античности. На оборотной стороне медали, обычно выполненной в технике литья, помещались эмблемы, гербы, аллегорические сцены, комментирующее портретное изображение.
К середине XV в. медальерное искусство в Италии достигает вершины расцвета. Это было связано с общим подъёмом культуры в эпоху Возрождения. Лучшие итальянские медали XV-XVI вв. отличают строгая простота композиции, свободное пространственное размещение фигур, лаконичность и высокое качество изображения. Шедевры медальерног искусства создали М. Пизанелло, М. де Пасти, Б. Челлини, Л. Леоне, Поджи, А. Витторио, С. Савелли, Дж. Треццо, К. Джеремия, Н. Фьорентино. В эпоху Возрождения появляются прекрасные мастера-медальеры и в других странах Европы: во Франции — Э. де Лон, Ж. Пилон, в Нидерландах — К. Массейс, в Германии — А. Дюрер и другие. На немецких медалях, представляющих галерею портретов князей, герцогов, епископов, бюргеров, в период Реформации появляются религиозно-аллегорические сцены. Особое место в европейском медальерном искусстве занимают медали (главным образом немецкие и голландские) со сложным изображением битв, осад городов, крепостей и замков, с видами городов, отдельных зданий, свидетельствующие о росте медальерного мастерства. Тогда же создаются агитационные медали, например, антипапские медали-монеты немецких протестантских князей.
До XVI в. медали повсеместно отливались в специальных формах. В XVI-XVII вв. в Нидерландах, Англии, ряде княжеств Германии для их изготовления стали также применять гравировку. С появлением в XVII в. достаточно мощных прессов была освоена чеканка медалей с высоким рельефом, ставшая вскоре основной техникой медальерного искусства.
Значительный вклад в развитие медальерного искусства внесли французские мастера XVII в. Ж. Варен, Г. Дюпре, П. Ренье, работавшие в стиле барокко. Немецкие и польские мастера И. Хен, С. Дадлер создавали в XVII-XVIII вв. сложные многофигурные миниатюрные композиции. В XVIII в. выпуск медалей становится привилегией государства, и художники-медальеры попадают в зависимость от монархов и придворных. Их произведения нередко приобретают официальный, апологетический характер, выполняются по заказам, из-за чего нередко бывают безвкусны, усложнены различными второстепенными деталями, перегружены гербами, эмблемами и символами власти. Одновременно растёт официальное значение медали, она приобретает качества государственной награды, а не просто памятного знака. В XVIII в. всё заметнее становится функция медали как исторического памятника. В это время появляются первые медальерные серии Ж. Можье и Ж. Дювивье во Франции, Ф. Г. Мюллера в Германии.
Несколько позже памятных появляются наградные медали как знаки отличия за военные подвиги. Военные наградные медали как часть наградной системы изучает фалеристика, а как произведение искусства — медальерика. Первые наградные медали были специально отчеканены в XVII в. После сражения при Нюрнберге в 1632 г. шведский король Густав-Адольф вручил офицерам и генералам золотые медали для ношения на шее на золотых цепочках. Для награждения рядовых солдат — участников победоносной битвы или кампании специальные медали были впервые использованы австрийским императором Иосифом ІІ в 1788 г., позднее такие знаки появились и в других государствах. В России первая военная наградная медаль была пожалована в правление царевны Софьи генералу Аггею Шепелеву за Троицкий поход 1632 г. против восставших стрелецких полков.

## Медальерное искусство в России
Зарождение русского и украинского медальерного искусства связано с появлением монет в Киевской Руси в X в. Наиболее древней русской медалью не монетного, а собственно медального происхождения учёные считают свинцовый кружок-пластинку 1425 г. Это единственный известный образец русской средневековой исторической медали начала XV в. Медаль была изготовлена из свинцового листа методом отливки как образец только что утверждённого знака для общегосударственного клейма. На лицевой стороне медали в кругу из шариков полусхематически изображён профильный портрет в великокняжеской шапке-короне.
Первые русские наградные медали относятся также к XV в. В 1469 г. Великий князь Иван ІІІ в награду устюжанам за мужество, проявленное в борьбе с ордами Казанского ханства, дважды присылал им специальные золотые монеты со своим портретным изображением. Пожалованные монеты-медали нашивались на рукава и шапки, носились как особые знаки отличия, то есть были прообразом современных наградных медалей. Дошли до наших дней и несколько медалей, выпущенных во время короткого правления Лжедмитрия І. В 1605 г. в Москве по его приказу было изготовлено несколько медалей, отчеканенных штемпелями, изготовленными в Польше предположительно сандомирскими или краковскими мастерами-медальерами
Бурное развитие медальерного искусства в России началось в годы царствования ПетраІ, пригласившего ко двору ряд опытных мастеров для создания памятных, государственных и наградных медалей. Пётр ввёл обычай отмечать офицеров медалями в память значительных побед над врагом. особенно широко он распространился при Екатерине ІІ, в конце царствования которой медали стали вручаться и рядовым солдатам — участникам войн и сражений. Всего при Петре І было выбито 25 медалей, первая в 1701 г. — за победу при Эрестфере, последняя — в 1720 г. за победу при Гренгаме.
В 1788 г. в России была учреждена медаль за безупречную службу в армии в мирное время — для солдат кавалерийских частей, прослуживших свыше трёх лет сверх установленных. В России существовал обычай вручать непосредственно участвовавшим в боях медали светло-бронзовые или серебряные, а стальным ветеранам войны, служившим в то время не в действующей армии, — тёмно-бронзовые.

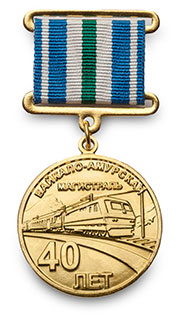
Медаль «40 лет Байкало-Амурской магистрали»

При Петре І и при Елизавете Петровне на Украине и в России до 70-х годов XVIII в.работали в основном мастера-иностранцы, приглашённые из Европы, — Гасс, Иегер и др. Екатерина ІІ, стремясь увековечить память о своём правлении, ознакомилась с лучшими образцами медальерного искусства Европы и приняла меры к его широкому развитию в России: в конце 1764 г. в Академии художеств был создан специальный медальерный класс. Его первым профессором стал Пьер-Луи Вернье, обучивший многих русских мастеров. В конце ХVІІІ — первой половине XIX в., в эпоху классицизма, русское медальерное искусство достигло своего расцвета. Замечательные мастера С. Ю. Юдин, Т. И. Иванов, К. А. Леберехт, А. А. Клепиков, А. П. Лялин, П. П. Уткин создали шедевры, посвященные важнейшим историческим событиям в жизни страны, великим полководцам, деятелям культуры, науки, путешественникам, сановникам. Совершенством технического выполнения и строгой простотой композиции выделялись работы Ф. П. Толстого, особенно его медальерная серия, посвящённая войне 1812 г.
Бюрократический аппарат Российской империи усиливал контроль за изготовлением медалей. Указы Сената от 1767 и 1787 годов разрешали частным лицам изготавливать их только по специальному разрешению императора, а по указу Сената от 5 декабря 1729 г., действовавшему почти полстолетия, это мог делать каждый, доложив предварительно в Сенат. Последующие законы 1814 г., 1837 г. и 1840 г. запретили вообще изготовлять чеканы и выбивать ими медали где-либо, кроме мастерских Императорского монетного двора. В результате многие талантливые мастера оставили медальерное искусство и со второй половины XIX в. оно стало приходить в упадок. В 1894 г. был ликвидирован медальерный класс в Академии художеств.
Работам советских медальеров 20-30-х годов А. Ф. Васютинского, Н. А. Соколова, Д. А. Степанова, С. А. Мартынова, И. И. Цыганкова были присущи простота композиции, романтизм, яркая выразительность, плакатность, стремление к документализму, портретному сходству.
Великая Отечественная война приостановила развитие медальерного искусства, но с конца 50-х годов выпуск мемориальных, памятных и других медалей приобрёл регулярный характер. В 1971 г. в Москве состоялась первая Всесоюзная выставка медальерного искусства, на которой были представлены лучшие работы Н. Н. Акимушкина, В. М. Акимушкиной, П. М. Белокурова, В. А. Зейле, А. А. Королюка, А. Г. Кнорре, И. Г. Макогона, М. А. Шмакова и др.
К объектам изучения медальерики иногда относят монеты.